# Bob Shaw (productieontwerper)
Robert K. (Bob) Shaw Jr. (New Jersey) is een Amerikaans production designer en artdirector.

## Carrière
Bob Shaw groeide op in New Jersey. Hij studeerde aan Pratt Institute in Brooklyn (New York) en ging nadien als production designer en artdirector aan de slag in de theaterwereld. In het zog van zijn collega Howard Cummings maakte hij begin jaren 1990 de overstap naar de filmindustrie.
Voor zijn eerste filmproductie, de komische thriller A Shock to the System (1990), werkte hij als artdirector onder Cummings. Gedurende de jaren 1990 assisteerde hij ook bij het ontwerp en de bouw van sets voor films als Glengarry Glen Ross (1992), Quiz Show (1994) en Die Hard with a Vengeance (1995). Na enkele films wilde Shaw niet langer als (assistent-)artdirector werken maar enkel nog als production designer, wat hiërarchisch gezien de hoogste positie is binnen de artistieke afdeling van een filmproductie. Eind jaren 1990 maakte hij met The 24 Hour Woman (1999) en The Weekend (1999) zijn officieel debuut als production designer.
Nadien werkte hij zeven jaar mee aan de maffiaserie The Sopranos (2000–2007). Matthew Weiner, een van de scenaristen van de serie, creëerde vervolgens met Mad Men zijn eigen tv-serie. Shaw deed het productieontwerp voor de eerste aflevering ("Smoke Gets in Your Eyes"), maar moest nadien afhaken om aan het laatste seizoen van The Sopranos te kunnen meewerken. Zijn werk voor Mad Men leverde hem wel zijn eerste Emmy Award op. In de daaropvolgende jaren werkte hij ook mee aan de series New Amsterdam (2008) en Nurse Jackie (2009). 
Terence Winter, eveneens een gewezen scenarist van The Sopranos, creëerde begin jaren 2010 de historische misdaadserie Boardwalk Empire. De eerste aflevering van de serie, waarvoor het budget zo'n 18 miljoen dollar bedroeg, werd geregisseerd door Martin Scorsese, die nadien ook uitvoerend producent van het project bleef. Shaw deed het productieontwerp voor het eerste seizoen van de serie, die zich afspeelde in het Atlantic City van de jaren 1920. De historische kustlijn van de stad werd nagebouwd op een grote set in Brooklyn. Shaw werd voor zijn werk bekroond met een tweede Emmy Award.
In de daaropvolgende jaren werkte hij nog meermaals samen met Scorsese en Winter. In 2013 verzorgde Shaw het productieontwerp van The Wolf of Wall Street (2013) en enkele jaren later werkte hij ook mee aan de pilot van Vinyl (2016). Vervolgens ontwierp hij voor Scorsese ook de sets en decors van de gangsterfilm The Irishman (2019).

## Filmografie

### Film
| Jaar | Titel                   | Production designer | Art- director |
| ---- | ----------------------- | ------------------- | ------------- |
| 1990 | A Shock to the System   |                     |               |
| 1991 | Mortal Thoughts         |                     |               |
| 1996 | Eddie                   |                     |               |
| 1997 | The Ice Storm           |                     |               |
| 1997 | The Rainmaker           |                     |               |
| 1997 | For Richer or Poorer    |                     |               |
| 1999 | The 24 Hour Woman       |                     |               |
| 1999 | The Weekend             |                     |               |
| 2007 | Brooklyn Rules          |                     |               |
| 2013 | The Wolf of Wall Street |                     |               |
| 2014 | Deliver Us from Evil    |                     |               |
| 2019 | The Irishman            |                     |               |

### Televisie (production designer)
| Jaar      | Titel                           | Opmerking       |
| --------- | ------------------------------- | --------------- |
| 1992      | Lifestories: Families in Crisis | 2 afleveringen  |
| 2000–2007 | The Sopranos                    | 73 afleveringen |
| 2007      | Mad Men                         | pilot           |
| 2008      | New Amsterdam                   | 7 afleveringen  |
| 2009      | Nurse Jackie                    | 12 afleveringen |
| 2010      | Boardwalk Empire                | 8 afleveringen  |
| 2012      | The Frontier                    | tv-film         |
| 2013      | People in New Jersey            | tv-film         |
| 2016      | Vinyl                           | pilot           |
| 2015–2016 | Limitless                       | 4 afleveringen  |

## Prijzen
Emmy Awards
- Beste art-direction – Mad Men (2007) (aflevering: "Smoke Gets in Your Eyes")
- Beste art-direction – Boardwalk Empire (2010) (aflevering: "Boardwalk Empire")